# Brenda Castillo
Brenda Castillo (* 5. Juni 1992 in San Cristóbal) ist eine dominikanische Volleyball-Nationalspielerin.
Bei den Olympischen Spielen 2012 in London belegte Brenda Castillo Platz fünf und wurde als „Beste Libera“ des Turniers ausgezeichnet. Danach wechselte sie zum Aserbaidschanischen Meister Rabita Baku.